# Jürgen Hübner
Jürgen Hübner ist eine fiktive Person aus der Krimireihe Polizeiruf 110, die von Jürgen Frohriep gespielt wurde. 

## Hintergrund
Oberleutnant Jürgen Hübner war von 1972 bis 1994 in 67 Folgen der Fernsehreihe Polizeiruf 110 zu sehen. Damit ist er nach Oberleutnant Peter Fuchs (gespielt von Peter Borgelt) der Ermittler mit den zweitmeisten Einsätzen der Reihe. Seinen ersten Auftritt hatte Hübner in der siebten Folge der Reihe, Blutgruppe AB (Erstausstrahlung: 16. Juli 1972). Anfangs stand die Rolle noch im Schatten von Oberleutnant Fuchs, allerdings konnte Hübner doch recht schnell ein eigenständiges Profil entwickeln. 
Vorerst letztmals sah man Hübner in der Folge Todesfall im Park (Erstausstrahlung: 17. August 1991). Nach der Abwicklung des DFF endete im Dezember 1991 vorerst auch die Reihe Polizeiruf 110. Im Juni 1993 wurde die Reihe von der ARD bzw. einigen derer Landesrundfunkanstalten fortgeführt. Für den MDR kehrte Hübner, nunmehr als Oberkommissar, für die Folge Keine Liebe, kein Leben zurück. Nur kurz nach Ende der Dreharbeiten starb Jürgen Frohriep am 13. Juli 1993 im Alter von 65 Jahren. Die Erstausstrahlung seines letzten Falles erfolgte am 6. November 1994 postum.
Die Figur des Jürgen Hübner war neben Kriminalhauptkommissar Günter Beck (gespielt von Günter Naumann) und Kriminaloberkommissar Thomas Grawe (gespielt von Andreas Schmidt-Schaller) einer von drei Ermittlern, die nach der Fortsetzung der Reihe vom MDR weitergeführt wurden. In der bereits 1974 gedrehten, aber damals verbotenen, erst 2009 wiedergefundenen und 2011 in Neusynchronisation ausgestrahlten Folge Im Alter von … wurde der Part von Oberleutnant Hübner von Andreas Schmidt-Schaller gesprochen.

## Sonstiges
Auftritte außerhalb von Polizeiruf 110 hatte die Filmfigur Jürgen Hübner in dem dreiteiligen Fernsehfilm Der Leutnant vom Schwanenkietz (1974) sowie in dem Fernsehfilm Alarm am See (1973), der als Polizeiruf-110-Folge produziert, vom DFF aber außerhalb der Reihe ausgestrahlt wurde.
Jürgen Frohrieps Bruder Ulrich Frohriep war bis zum Jahr 1991 Drehbuchautor mehrerer Polizeiruf-110-Folgen.
Jürgen Frohriep sagte in einem Interview einmal, dass der Regisseur Bernhard Stephan ihn 1972 zu den Dreharbeiten von Blutgruppe AB erst in der Rolle des Mörders besetzen wollte. Da diese Rolle jedoch eine viel längere Drehzeit in Anspruch genommen hätte, wurde er kurzfristig für die Rolle des Kommissars besetzt.

## Dienstgrade des Ermittlers
- 1972–1990: Oberleutnant
- 1990–1994: Kriminaloberkommissar

## Fälle/Folgen
| Fall | Folge | Titel                           | Sender            | Erstausstrahlung | Partner (Fall)                          | Drehbuch                                      | Regie                    | Besonderheiten |
| ---- | ----- | ------------------------------- | ----------------- | ---------------- | --------------------------------------- | --------------------------------------------- | ------------------------ | --- |
| 1    | 7     | Blutgruppe AB                   | Fernsehen der DDR | 16. Juli 1972    | keine                                   | Gerhard Jäckel                                | Bernhard Stephan         | sw |
| 2    | 10    | Blütenstaub                     | Fernsehen der DDR | 22. Okt. 1972    | Fuchs (9), Subras (2)                   | Gerhard Respondek                             | Gerhard Respondek        | sw |
| 3    | 11    | Das Ende einer Mondscheinfahrt  | Fernsehen der DDR | 29. Dez. 1972    | Arndt (9), Subras (3)                   | Ulrich Waldner                                | Hubert Hoelzke           | sw |
| 4    | 15    | Alarm am See                    | Fernsehen der DDR | 15. Apr. 1973    | keine                                   | Gerhard Branstner                             | Jerzy Bednarczyk         | sw; Erstsendung im Nachmittagsprogramm ohne Polizeiruf-Titel; im DDR-Fernsehen nicht wiederholt                      |
| 5    | 17    | Vorbestraft                     | Fernsehen der DDR | 1. Juli 1973     | Subras (6)                              | Rudolf Böhm                                   | Heinz Seibert            | sw |
| 6    | 19    | Nachttresor                     | Fernsehen der DDR | 30. Sep. 1973    | Arndt (15)                              | Helmut Krätzig                                | Helmut Krätzig           | |
| 7    | 20    | Eine Madonna zuviel             | Fernsehen der DDR | 18. Nov. 1973    | Arndt (16)                              | Helmut Krätzig                                | Helmut Krätzig           | |
| 8    | 21    | Per Anhalter                    | Fernsehen der DDR | 27. Jan. 1974    | Fuchs (15), Arndt (17), Subras (7)      | Hans Joachim Hildebrandt                      | Hans Joachim Hildebrandt | |
| 9    | 22    | Konzert für einen Außenseiter   | Fernsehen der DDR | 24. Feb. 1974    | Arndt (18)                              | Gert Lindner, Hans Dieter Ziesing             | Werner Röwekamp          | |
| 10   | 25    | Fehlrechnung                    | Fernsehen der DDR | 14. Juli 1974    | Arndt (21)                              | Rudolf Böhm                                   | Kurt Jung-Alsen          | |
| 11   | 27    | Das Inserat                     | Fernsehen der DDR | 29. Sep. 1974    | Subras (11)                             | Ulrich Waldner                                | Heinz Seibert            | |
| 12   | 29    | Nachttaxi                       | Fernsehen der DDR | 15. Dez. 1974    | Arndt (24), Subras (12)                 | Hans Siebe                                    | Werner Röwekamp          | |
| 13   | 30    | Der Mann                        | Fernsehen der DDR | 23. März 1975    | Subras (13)                             | Horst Bastian                                 | Manfred Mosblech         | |
| 14   | 32    | Ein Fall ohne Zeugen            | Fernsehen der DDR | 29. Juni 1975    | Arndt (25), Subras (15)                 | Edwin Marian                                  | Roland Oehme             | sw |
| 15   | 33    | Der Spezialist                  | Fernsehen der DDR | 27. Juli 1975    | Subras (16)                             | Peter Graetz                                  | Edgar Kaufmann           | Filmmaterial komplett. Der Ton gilt weiter als verschollen.                                                          |
| 16   | 35    | Zwischen den Gleisen            | Fernsehen der DDR | 2. Nov. 1975     | Subras (18)                             | Günter Mehnert                                | Werner Röwekamp          | sw |
| 17   | 36    | Das letzte Wochenende           | Fernsehen der DDR | 30. Nov. 1975    | Arndt (27), Subras (19)                 | Hans Siebe                                    | Hans Joachim Hildebrandt | |
| 18   | 39    | Der Fensterstecher              | Fernsehen der DDR | 31. Mai 1976     | Arndt (28), Subras (22)                 | Gerhard Stübe                                 | Hans Knötzsch            | Letzter Schwarzweißfilm der Reihe.                                                                                   |
| 19   | 41    | Ein ungewöhnlicher Auftrag      | Fernsehen der DDR | 5. Sep. 1976     | keine                                   | Hans Joachim Hildebrandt                      | Hans Joachim Hildebrandt | |
| 20   | 43    | Bitte zahlen                    | Fernsehen der DDR | 12. Dez. 1976    | Arndt (30), Subras (24)                 | Rudolf Böhm                                   | Peter Vogel              | Mit 69,8 Prozent höchste Einschaltquote eines Polizeirufes.                                                          |
| 21   | 49    | Die Abrechnung                  | Fernsehen der DDR | 4. Sep. 1977     | Arndt (33)                              | Eberhard Görner                               | Peter Vogel              | |
| 22   | 52    | Bonnys Blues                    | Fernsehen der DDR | 26. März 1978    | Woltersdorf (2)                         | Claus Ulrich Wiesner, Eberhard Görner         | Peter Vogel              | |
| 23   | 53    | In Maske und Kostüm             | Fernsehen der DDR | 14. Mai 1978     | keine                                   | Hans Joachim Hildebrandt                      | Hans Joachim Hildebrandt | |
| 24   | 57    | Walzerbahn                      | Fernsehen der DDR | 4. März 1979     | keine                                   | Hans Joachim Hildebrandt                      | Hans Joachim Hildebrandt | |
| 25   | 58    | Tödliche Illusion               | Fernsehen der DDR | 8. Apr. 1979     | keine                                   | Otto Bonhoff                                  | Peter Vogel              | |
| 26   | 59    | Heidemarie Göbel                | Fernsehen der DDR | 17. Juni 1979    | keine                                   | Hans Joachim Hildebrandt                      | Hans Joachim Hildebrandt | |
| 27   | 61    | Barry schwieg                   | Fernsehen der DDR | 14. Okt. 1979    | Fuchs (37), Arndt (38)                  | Manfred Drews                                 | Hans Knötzsch            | |
| 28   | 62    | Die letzte Fahrt                | Fernsehen der DDR | 2. Dez. 1979     | Woltersdorf (6)                         | Gerhard Stübe                                 | Manfred Mosblech         | |
| 29   | 63    | Vergeltung?                     | Fernsehen der DDR | 9. März 1980     | Fuchs (39), Arndt (40), Woltersdorf (7) | Eberhard Görner (Motive: Hasso Mager)         | Peter Vogel              | Auftritt von Lutz Riemann, allerdings als Schmied Haugwitz.                                                          |
| 30   | 65    | In einer Sekunde                | Fernsehen der DDR | 29. Juni 1980    | keine                                   | Hans Joachim Hildebrandt                      | Hans Joachim Hildebrandt | |
| 31   | 68    | Der Hinterhalt                  | Fernsehen der DDR | 7. Dez. 1980     | Fuchs (42)                              | Helmut Krätzig                                | Helmut Krätzig           | |
| 32   | 72    | Auftrag per Post                | Fernsehen der DDR | 8. Juni 1981     | keine                                   | Hans Joachim Hildebrandt                      | Hans Joachim Hildebrandt | |
| 33   | 73    | Harmloser Anfang                | Fernsehen der DDR | 2. Aug. 1981     | Fuchs (46)                              | Helmut Nitzschke (Erzählung: Dorothea Kleine) | Helmut Nitzschke         | |
| 34   | 74    | Der Schweigsame                 | Fernsehen der DDR | 6. Sep. 1981     | Bergmann (3)                            | Otto Bonhoff                                  | Peter Vogel              | |
| 35   | 75    | Trüffeljagd                     | Fernsehen der DDR | 25. Okt. 1981    | Fuchs (47), Arndt (44), Bergmann (4)    | Helmut Krätzig                                | Helmut Krätzig           | |
| 36   | 76    | Glassplitter                    | Fernsehen der DDR | 29. Nov. 1981    | Arndt (45)                              | Werner Fiedler, Georg Schiemann               | Georg Schiemann          | |
| 37   | 79    | Der Rettungsschwimmer           | Fernsehen der DDR | 23. Mai 1982     | keine                                   | Percy Dreger                                  | Lothar Hans              | |
| 38   | 81    | Im Tal                          | Fernsehen der DDR | 7. Nov. 1982     | keine                                   | Walter Flegel                                 | Hans Joachim Hildebrandt | Auftritt von Lutz Riemann, allerdings als Abschnittsbevollmächtigter (ABV) der VP, Oberleutnant Karl-Heinz Schlenker |
| 39   | 82    | Auskünfte in Blindenschrift     | Fernsehen der DDR | 2. Jan. 1983     | keine                                   | Jens Bahre, Peter Vogel                       | Peter Vogel              | |
| 40   | 84    | Es ist nicht immer Sonnenschein | Fernsehen der DDR | 17. Apr. 1983    | Fuchs (52), Arndt (47), Zimmermann (1)  | Manfred Mosblech                              | Manfred Mosblech         | Letzter Fall mit Vera Arndt, erster Fall mit Lutz Zimmermann.                                                        |
| 41   | 85    | Der Selbstbetrug                | Fernsehen der DDR | 4. Sep. 1983     | keine                                   | Hans-Werner Honert                            | Hans-Werner Honert       | |
| 42   | 88    | Im Sog                          | Fernsehen der DDR | 5. Feb. 1984     | Zimmermann (3)                          | Regina Weicker                                | Edgar Kaufmann           | |
| 43   | 91    | Schwere Jahre (2)               | Fernsehen der DDR | 1. Juli 1984     | Reichenbach (4)                         | Hans Joachim Hildebrandt                      | Hans Joachim Hildebrandt | Doppelfolge |
| 44   | 92    | Draußen am See                  | Fernsehen der DDR | 22. Juli 1984    | keine                                   | Helmut Krätzig                                | Helmut Krätzig           | Auftritt von Andreas Schmidt-Schaller als Nachbar Per Niemann.                                                       |
| 45   | 93    | Freunde                         | Fernsehen der DDR | 19. Aug. 1984    | keine                                   | Gerhard Scherfling                            | Klaus Grabowsky          | Auftritt von Andreas Schmidt-Schaller als Ermittler, allerdings als Andreas Schöpke.                                 |
| 46   | 95    | Traum des Vergessens            | Fernsehen der DDR | 24. März 1985    | keine                                   | Hans-Werner Honert                            | Hans-Werner Honert       | |
| 47   | 96    | Laß mich nicht im Stich         | Fernsehen der DDR | 19. Mai 1985     | keine                                   | Thomas Jacob                                  | Thomas Jacob             | |
| 48   | 97    | Treibnetz                       | Fernsehen der DDR | 30. Juni 1985    | Fuchs (56), Zimmermann (5)              | Helmut Krätzig                                | Helmut Krätzig           | |
| 49   | 98    | Verführung                      | Fernsehen der DDR | 11. Aug. 1985    | Fuchs (57)                              | Regine Weicker                                | Peter Hagen              | |
| 50   | 99    | Ein Schritt zu weit             | Fernsehen der DDR | 1. Sep. 1985     | Reichenbach (5)                         | Hans Joachim Hildebrandt                      | Hans Joachim Hildebrandt | |
| 51   | 106   | Gier                            | Fernsehen der DDR | 3. Aug. 1986     | Fuchs (63), Grawe (3)                   | Hans Knötzsch (Roman: Hasso Mager)            | Hans Knötzsch            | |
| 52   | 107   | Kein Tag ist wie der andere     | Fernsehen der DDR | 16. Nov. 1986    | Zimmermann (10), Grawe (4)              | Ulrich Frohriep                               | Thomas Jacob             | |
| 53   | 112   | Explosion                       | Fernsehen der DDR | 28. Juni 1987    | Fuchs (66), Grawe (7)                   | Percy Dreger                                  | Thomas Jacob             | |
| 54   | 116   | Abschiedslied für Linda         | Fernsehen der DDR | 20. Dez. 1987    | Fuchs (70), Zimmermann (13), Grawe (11) | Werner Hecht                                  | Christa Mühl             | |
| 55   | 122   | Eine unruhige Nacht             | Fernsehen der DDR | 2. Okt. 1988     | Fuchs (74), Zimmermann (17)             | Fred Unger als Albert Wachtermann             | Hubert Hoelzke           | |
| 56   | 128   | Gestohlenes Glück               | Fernsehen der DDR | 21. Mai 1989     | Grawe (19)                              | Ulrich Waldner                                | Thomas Jacob             | |
| 57   | 131   | Drei Flaschen Tokajer           | Fernsehen der DDR | 27. Aug. 1989    | Zimmermann (20)                         | Margot Beichler (Erzählung: Klaus Möckel)     | Udo Witte                | |
| 58   | 133   | Katharina                       | Fernsehen der DDR | 27. Okt. 1989    | Grawe (22)                              | Ulrich Frohriep                               | Georg Schiemann          | |
| 59   | 136   | Tödliche Träume                 | Fernsehen der DDR | 4. März 1990     | Fuchs (79), Grawe (25)                  | Percy Dreger                                  | Thomas Jacob             | |
| 60   | 139   | Abgründe                        | DFF               | 19. Aug. 1990    | Zimmermann (22)                         | Hubertus Methe                                | Reinhard Stein           | Gleicher Titel wie Folge 174 (ORF).                                                                                  |
| 61   | 141   | Tod durch elektrischen Strom    | DFF               | 7. Okt. 1990     | Zimmermann (23)                         | Horst Ansorge                                 | Peter Hagen              | |
| 62   | 144   | Allianz für Knete               | DFF               | 9. Dez. 1990     | Fuchs (82), Zimmermann (24)             | Jürgen Wenzel                                 | Gerald Hujer             | |
| 63   | 145   | Zerstörte Hoffnung              | DFF               | 6. Jan. 1991     | Zimmermann (25)                         | Regina Weicker                                | Peter Hagen              | Letzter Fall mit Lutz Zimmermann.                                                                                    |
| 64   | 148   | Der Riß                         | DFF               | 28. Apr. 1991    | Raabe (1)                               | Jürgen Wenzel                                 | Jan Růžička              | Erster Fall mit Raabe.                                                                                               |
| 65   | 150   | Todesfall im Park               | DFF               | 28. Aug. 1991    | keine                                   | Helmut Krätzig                                | Helmut Krätzig           | |
| 66   | 165   | Keine Liebe, kein Leben         | MDR               | 6. Nov. 1994     | Raabe (3)                               | André Hennicke                                | Jan Růžička              | |

Als 67. Fall mit Hübner gilt der 1974 produzierte, aber erst 2011 aufgeführte Im Alter von …